# Надіїв (зупинний пункт)
Наді́їв — пасажирський залізничний зупинний пункт Івано-Франківської дирекції Львівської залізниці.
Розташований у селі Надіїв, Долинський район, Івано-Франківської області на лінії Стрий — Івано-Франківськ між станціями Рожнятів (7 км) та Долина (7 км).
Станом на лютий 2019 року щодня три пари дизель-потягів прямують за напрямком Стрий — Івано-Франківськ.